# INSEE
INSEE són les sigles de l'Institut National de la Statistique et des Études Économiques l'organisme responsable de la producció, anàlisi i difusió d'estadístiques oficials a França: els comptes nacionals trimestrals i anuals d'avaluació de la demografia nacional, la taxa d'atur, etc.
Fou fundat el 1946 a partir del Servei Nacional d'Estadística. És una branca del Ministeri d'Economia, Finances i Indústria de França (MINEFI). Compta amb una independència de facto en relació amb el Govern de França, ja garantida per llei. Des d'octubre de 2007, el seu director és Jean-Philippe Cotis i la seva seu es troba al 18, Boulevard Adolphe-Pinard de París.

## Funcions
Les principals funcions de l'INSEE són les següents:
- Organitzar i operar els censos de població i publicació de les diferents xifres de població a França;
- Realitzar enquestes (periòdiques o puntuals) d'interès general per a empreses i particular;
- Mesura la clau dels indicadors econòmics que es refereixen a França (producte interior brut, l'atur a França, les taxes d'ocupació, les taxes de pobresa, etc.)
- Produir i publicar molts índex de qualitat àmpliament reconeguda. Entre els índex de preus mesurats, l'índex de preus al consum (IPC) és la mesura oficial de la inflació (augment en el nivell general de preus).[1] Altres índexs són les referències necessàries per a la celebració o revisió de certs contractes (per exemple, l'índex de la renda de revisió (IRL), incloent l'índex construït a partir dels costos de construcció).

L'INSEE també gestiona directoris:
- de persones (número de registre nacional d'identificació de les persones, també conegut com a nombre d'assegurança social);
- d'empreses i de les seves diverses institucions (identificadors de SIREN i SIRET).

L'INSEE gestiona els codis que identifiquen les àrees geogràfiques - comunes, cantons, districtes, departaments, regions, països i territoris estrangers - i algunes nomenclatures, com la nomenclatura d'activitats franceses, que serveix en particular per a codificar l'activitat principal exercida (EPA) per una empresa o institució, o la classificació de categories socioprofessionals (SPC).
L'INSEE també assegura la difusió i anàlisi d'informació estadística. Publica nombrosos articles, llibres o diaris, i microfitxes (de censos) i CD-ROM. També disposa d'una gran quantitat d'informació gratuïta al seu lloc web. Per a facilitar l'accés a aquestes estadístiques, l'INSEE ha instituït els "intermediaris Insee" a diferents regions de França, la llista completa està disponible aquí. Actualment la publicació de les estadístiques es fa a través d'Internet.
Finalment, l'INSEE col·labora de moltes maneres amb el Consell Nacional d'Informació Estadística (CNIS). Els qüestionaris són supervisats pel CNIS i la CNIL.

## Llista de directors de l'INSEE
- 1946-1961 : Francis-Louis Closon
- 1961-1967 : Claude Gruson
- 1967-1974 : Jean Ripert
- 1974-1987 : Edmond Malinvaud
- 1987-1992 : Jean-Claude Milleron
- 1992-2003 : Paul Champsaur
- 2003-2007 : Jean-Michel Charpin
- 2007- : Jean-Philippe Cotis